# Empis linderi
Empis linderi är en tvåvingeart som beskrevs av Oldenberg 1925. Empis linderi ingår i släktet Empis och familjen dansflugor. Inga underarter finns listade i Catalogue of Life.